# آن بنکرافت
آنا ماریا لوئیزا ایتالیانو (به انگلیسی: Anna Maria Louisa Italiano) با نام هنری آن بنکرافت (به انگلیسی: Anne Bancroft) (زاده ۱۷ سپتامبر ۱۹۳۱ – درگذشته ۶ ژوئن ۲۰۰۵) هنرپیشه آمریکایی و از هنرمندان مکتب بازیگری متد بود.
بهترین بازی او را اجرا نقش خانم رابینسون در فیلم فارغ‌التحصیل با بازی داستین هافمن می‌دانند.

## زندگی
آنا ماریا لوئیزا ایتالیانو در ۱۷ سپتامبر ۱۹۳۱ در محله برانکس نیویورک زاده شد همیشه شوق بازیگری داشت و در سن پائین با نام «ان مارنو» کار بازیگری در نمایش‌های زنده تلویزیونی را شروع کرد. در جوانی تحت تعلیم لی استراسبرگ در «آموزشگاه متد اکتینگ» قرار گرفت. ابتدا در نمایش‌های زنده تلویزیونی به بازی پرداخت و سپس به هالیوود رفت.
وقتی در سال‌های ۱۹۵۰ کار بازیگری سینما را شروع کرد. تهیه‌کننده‌ها که نام هُنری "آن مارنو' را غیر آمریکایی تشخیص داده بودند اسامی دیگری به او پیشنهاد کردند. خود او می‌گفت اسم بنکرافت را انتخاب کرد چون آوای پر تشخصی داشته‌است. بازی در فیلم را از سال ۱۹۵۲ و در فیلم زحمت در زدن به خودت نده (در مقابل مریلین مونرو) آغاز کرد. او در سال ۱۹۵۸، در نمایش برادوی به نام دو نفر برای اله‌کلنگ در مقابل هنری فوندا بازی کرد و موفق به دریافت جایزه تونی برای این بازی شد.
علیرغم تعداد اندک فیلم‌هایی که در سال‌های دهه شصت میلادی بازی کرد در همین سال‌ها سه بار نامزد جایزه اسکار شد. او پنج بار نامزد دریافت جایزه اسکار شد و سرانجام در سال ۱۹۶۲ برای بازی در نقش آن سالیوان جوان در فیلم معجزه‌گر (آرتور پن) برندهٔ جایزه اسکار بهترین بازیگر نقش اول زن شد. در زمان برگزاری مراسم اسکار، او برای بازی در نمایشی به تئاتر برادوی رفته بود و جوآن کراوفورد از طرف او تندیس را گرفت و بعداً به او مسترد کرد. او همچنین به خاطر این نقش برندهٔ جایزهٔ بفتا نیز شد.

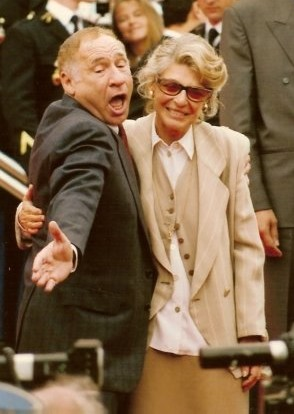
آن بنکرافت و مل بروکس

آن بنکرافت در ۵ اوت ۱۹۶۴ با مل بروکس، کمدین و کارگردان معروف سینما و تئاتر، ازدواج کرد؛ و تا زمان مرگش (در سال ۲۰۰۵) با او زندگی کرد. او در سه فیلم از کارهای همسرش نیز بازی کرد: فیلم صامت، بودن یا نبودن و دراکولا: مرده و دوستدار آن.
او پس از چند بازی موفقش در هالیوود دوباره به نیویورک و صحنه نمایش برگشت. علت این کارش را سوء استفاده استودیوها از او برای بازی در نقش‌های بی پروا ذکر کرد."می‌خواستم بازیگریم رشد کند نه اندازه‌های بدنم!"
آن بنکرافت دومین نامزدی جایزهٔ اسکار را به خاطر بازی در فیلم خیانتکار (۱۹۶۴) کسب کرد. شناخته شده‌ترین نقش او، کاراکتر خانم رابینسون اغواگر در فیلم فارغ‌التحصیل (۱۹۶۷ مایک نیکولز) است که به خاطر آن برای سومین بار نامزد دریافت جایزه اسکار شد. او در فیلم در نقش مادری که دوست پسر دخترش را فریب می‌دهد معروف‌ترین نقش سینمایی او بود. در این فیلم او با داستین هافمن همبازی شد.
شهرت او در سال‌های هفتاد با بازی در فیلم‌هایی نظیر وینستون جوان در برابر ریچارد اتنبرا، و زندانی خیابان دوم در برابر جک لمون افزایش پیدا کرد. او در فیلم زین‌های شعله‌ور (۱۹۷۴) به کارگردانی همسرش مل بروکس نقش کوچکی را بر عهده داشت. چهارمین نامزدی اسکار او به خاطر فیلم نقطه عطف (۱۹۷۷ در برابر شرلی مک لین) و پنجمین نامزدی او برای فیلم اگنس خدا (۱۹۸۵ در برابر جین فوندا) به دست آمد.
در سال‌های ۱۹۸۰ نقش مقابل همسرش را در فیلم بودن یا نبودن بازی کرد و با آنتونی هاپکینز در خیابان چرینگ کراس ظاهر شد. بنکرافت هالیوود را به دلیل کیفیت پایین نقش‌هایی که به او داده می‌شد ترک گفت. در سال ۱۹۸۰ در فیلم مرد فیل‌نما به کارگردانی دیوید لینچ ظاهر شد.
در دهه ۹۰ و نیمهٔ اول دهه اول سده بیست و یکم، او بیشتر در نقش‌های مکمل به بازی پرداخت. منجمله "ماه عسل در وگاس" (۱۹۹۲ با نیکلاس کیج)، 'سوءقصد" (۱۹۹۳ در برابر نیکول کیدمن)، "نقطهٔ بدون بازگشت" (۱۹۹۳ با بریجیت فوندا) و "دل شکستگان" (۲۰۰۱ در برابر جنیفر لاو هیوت و سیگورنی ویور).

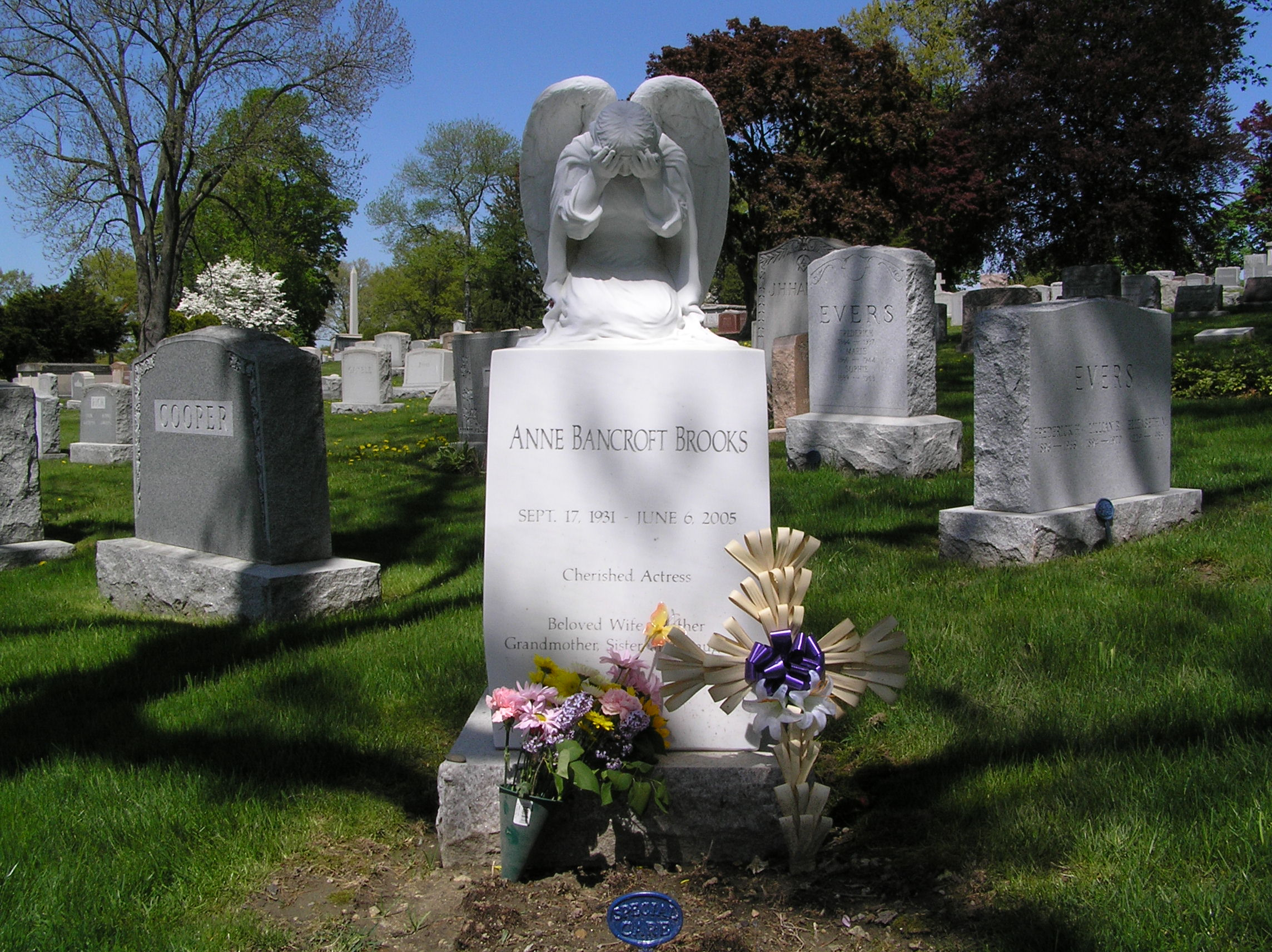

او همچنین در دوبلهٔ فیلم انیمیشن مورچه‌ها (۱۹۹۸) همراه با شارون استون، جنیفر لوپز و وودی آلن همکاری داشت.
خانم بنکرافت در سال ۲۰۰۳ از این که بازی او در نقش خانم رابینسون در فیلم فارغ‌التحصیل تمام نقش‌های دیگر او را تحت‌الشعاع قرار داده بود گله کرد.
آن بنکرافت در اثر ابتلا به سرطان رحم در ۶ ژوئن ۲۰۰۵ در بیمارستان مونت سینای نیویورک در سن ۷۳ سالگی درگذشت.

## نگارخانه
|  |  |  |

## بخشی از فیلم‌شناسی
- زحمت در زدن به خودت نده (۱۹۵۲)
- امشب آواز می‌خوانیم (۱۹۵۳)
- گنج کوندور طلایی (۱۹۵۳)
- گوریلای بزرگ (۱۹۵۴)
- دیمیتریوس و گلادیاتورها (۱۹۵۴)
- یورش (۱۹۵۵)
- پرونده محرمانه نیویورک (۱۹۵۵)
- راه رفتن بر سرزمین غرور (۱۹۵۶)
- شبانگاه (۱۹۵۷)
- نژاد ناآرام (۱۹۵۷)
- دختری با جوراب سیاه (۱۹۵۷)
- دو نفر برای اله‌کلنگ (۱۹۵۸)
- معجزه‌گر (۱۹۶۲) در نقش آن سالیوان
- ننه دلاور و فرزندان او (۱۹۶۳)
- خیانتکار (۱۹۶۴)
- ریسمان باریک (۱۹۶۵)
- ۷ زن (۱۹۶۶)
- فارغ‌التحصیل (۱۹۶۷)
- وینستون جوان (۱۹۷۲) در نقش لیدی رندولف چرچیل
- زین‌های شعله‌ور (۱۹۷۴)
- زندانی خیابان دوم (۱۹۷۵)
- هیندنبورگ (۱۹۷۵)
- ماتیک (۱۹۷۶)
- فیلم صامت (۱۹۷۶)
- عیسی ناصری (مجموعه تلویزیونی) (۱۹۷۷) در نقش مریم مجدلیه
- نقطه عطف (۱۹۷۷)
- فاستو (۱۹۸۰)
- مرد فیل‌نما (۱۹۸۰)
- شوگون (مینی‌سریال) (۱۹۸۰)
- دوئت برای یکی (۱۹۸۱)
- مارکو پولو (مینی‌سریال) (۱۹۸۲)
- بودن یا نبودن (۱۹۸۳)
- گاربو حرف می‌زند (۱۹۸۴)
- اگنس خدا (۱۹۸۵)
- شب بخیر مادر (۱۹۸۶)
- تقاطع خیابان ۸۴ (۱۹۸۷) در نقش هلن هانف
- ماه عسل در وگاس (۱۹۹۲)
- عاشقانه شماره ۹ (۱۹۹۲)
- آقای جونز (۱۹۹۳)
- نقطه بی‌بازگشت (۱۹۹۳)
- عناد(۱۹۹۳)
- سیمپسون‌ها (۱۹۹۴)
- چطور یک لحاف آمریکایی را می‌سازند (۱۹۹۵)
- خانه‌ای برای تعطیلات (۱۹۹۵)
- دراکولا: مرده و دوستدار آن (۱۹۹۵)
- شکارچی آفتاب (۱۹۹۶)
- مراقبت‌های ویژه (۱۹۹۷)
- جی.آی. جین (۱۹۹۷)
- آرزوهای بزرگ (۱۹۹۸)
- مورچه‌ای به نام زی (۱۹۹۸)
- حفظ ایمان (۲۰۰۰)
- دلیران (۲۰۰۱)
- زیاد ذوق‌زده نشو (۲۰۰۴)
- دلگو (۲۰۰۸)